# اتحاد شمال شرق ألمانيا لكرة القدم
اتحاد شمال شرق ألمانيا لكرة القدم ( (بالألمانية: Nordostdeutscher Fussballverband)‏ NOFV، هي واحدة من خمس منظمات إقليمية لاتحاد كرة القدم الألماني، DFB، وتغطي ولايات برلين، براندنبورغ، مكلنبورغ فوربومرن، ساكسونيا، ساكسونيا-أنهالت وتورينجيا.

## نظرة عامة

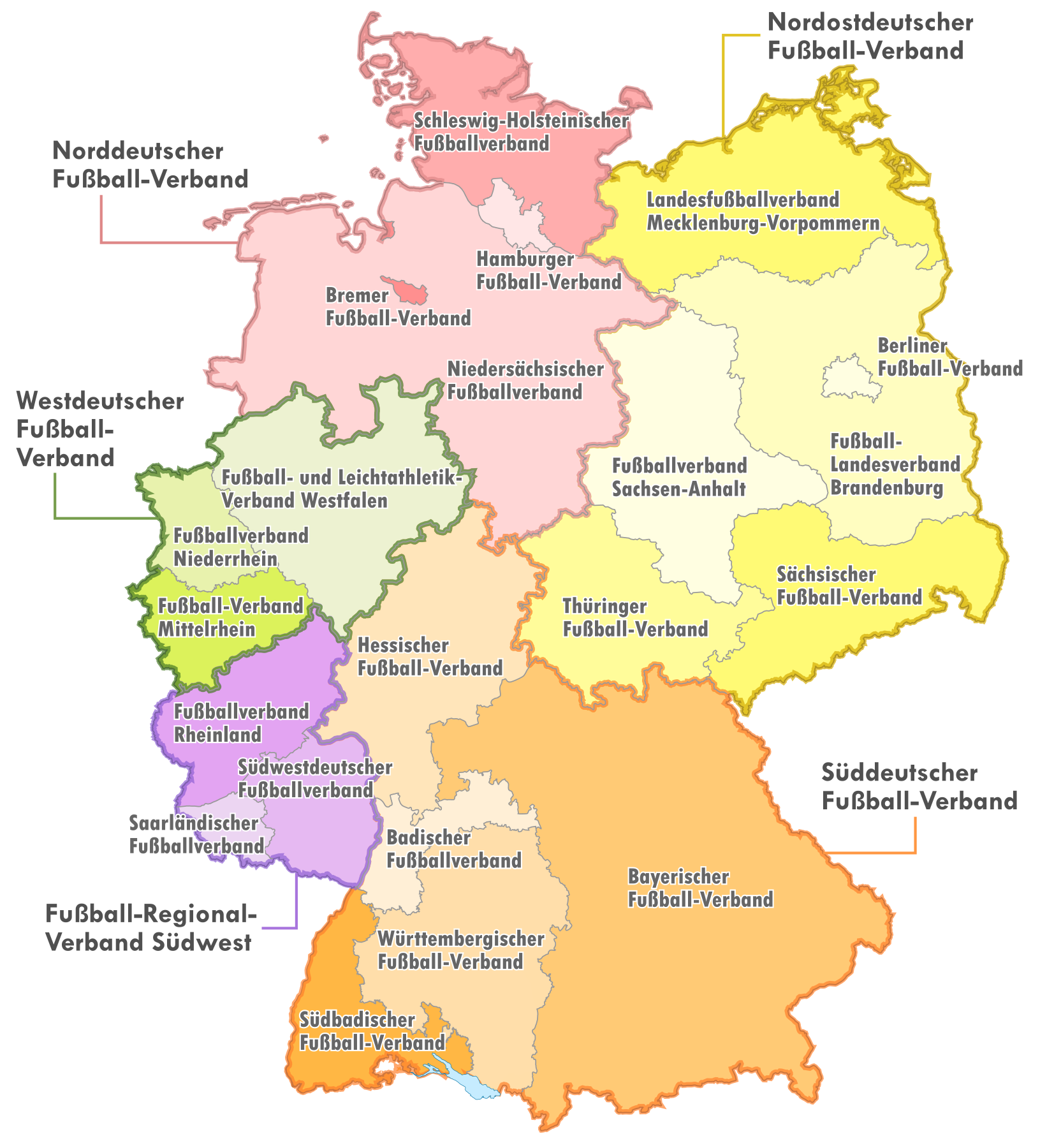
DFB، خمس جمعيات إقليمية و21 ولاية

تم تشكيل NOFV في 20 نوفمبر 1990 في لايبزيغ ليحل محل اتحاد ألمانيا الشرقية لكرة القدم DFV الذي تم حله مباشرة قبل تشكيل الجمعية الجديدة في نفس الموقع. كان DFV هو اتحاد كرة القدم لألمانيا الشرقية التي لم تعد موجودة بعد إعادة توحيد ألمانيا في 3 أكتوبر 1990.
تنقسم NOFV بدورها إلى اتحاد برلين لكرة القدم، اتحاد براندنبورغ لكرة القدم، اتحاد مكلنبورغ فوربومرن لكرة القدم، اتحاد ساكسونيا لكرة القدم، اتحاد ساكسونيا-أنهالت لكرة القدم واتحاد تورينجيا لكرة القدم.